# Le Jeune Fabre
Pour les articles homonymes, voir Fabre.
Le Jeune Fabre est un feuilleton télévisé français en treize épisodes de 26 minutes, créé par Cécile Aubry et diffusé à partir du 1er février 1973 sur la première chaîne de l'ORTF.
Au Québec, elle a été diffusée à partir du 5 juin 1974 à la Télévision de Radio-Canada.

## Synopsis
Les débuts dans la vie professionnelle et les premiers émois amoureux du jeune Jérôme Fabre, à la recherche de son père, artiste peintre. Après avoir été exclu de son collège de province où il était interne, le jeune Jérôme « monte » à Paris et se frotte à la vie.

## Fiche technique
- Réalisation : Cécile Aubry
- Scénario, adaptation et dialogues : Cécile Aubry
- Une coproduction SNEG (Gaumont) et Télécip
- Directeur de la photographie : Didier Tarot
- Caméraman : Jacques Mironneau
- Premier assistant opérateur : Jean-Louis Malaplate
- Musique : Stélios Vlavianós
- Interprète : Demis Roussos
- Paroles de la musique : Cécile Aubry et Boris Bergman
- Éditions musicales : Intesong Pigalle
- Ingénieur du son : Jacques Gallois
- Perchman : Guy Odet
- Mixage : Pierre Vuillemin
- Chef monteuse : Germaine Lamy
- Assistante monteuse : Jacqueline Lefranc
- Premier assistant réalisateur : Michel Sales
- Décorateur : Gabriel Paris
- Assistante décorateur : Thanh At Hoang
- Accessoiriste : André Boumedil
- Script-girl : Colette Robin
- Photographe de plateau : Jean-Louis Castelli
- Chef maquilleuse : Thi Loan Nguyen
- Stagiaire à la régie : Jean-Marc Laroche
- Directeur de production : Guy Lacourt
- Producteur délégué : A. Velin
- Producteur exécutif : Étienne Laroche
- Secrétaire de production : Danièle Guilhaur
- Administratrice de production : Camille Lefrançois
- Régisseur général : Jacques Schaeffer
- Régisseur d'extérieur : Roger Maloberti
- Laboratoire : tirage 16mm
- Auditorium : S.I.S.
- Générique : GAUMONT (Joinville)

## Distribution
- Mehdi El Glaoui : Jérôme Fabre
- Véronique Jannot : Isabelle Caderousse (ép. 3 à 13)
- Paul Guers : Daniel Fabre (ép. 3 à 6, 8 à 13)
- Jean-Roger Caussimon : Chadoun (ép. 3 à 7, 11 à 13)
- Agathe Natanson : Anne Caderousse (ép. 4 à 13)
- Pierre Barletta : Vincent Caderousse (ép. 4 à 7, 9 à 13)
- Michèle Grellier : Julia (ép. 3 à 6, 11, 13)
- Daniel Ceccaldi : Justin Caderousse (ép. 4 à 6, 10, 12, 13)
- François Germond : Claude Norain (ép. 8 à 12)
- Raymond Loyer : Félix (ép. 3, 5 à 8, 10, 11)
- Louise Chevalier : Justine (ép. 6, 7, 8, 10, 11)
- Dominique de Keuchel : Paul Chevrier (ép. 1, 2, 8, 13)
- Jean Claudio : François Vogel (ép. 3, 5, 6, 11)
- Roland Armontel : Lucas, dit "Traine-la-Patte" (ép. 1, 2, 13)
- Patrick Jeantet : Grandjonc, un élève du pensionnat (ép. 1, 2, 13) (crédité Bernard Jeantet)
- James Simorre : Yvon, un élève du pensionnat (ép. 1, 2, 13)
- Billy Kearns : Bradley (ép. 3, 7, 13)
- Marko Markovic : Boussikof (ép. 3, 7, 13)
- Yves Brainville : le directeur du pensionnat (ép. 1, 2)
- Luc Ponette : Raoul Bidinger, dit "Bidule" (ép. 1, 2)
- Janine Souchon : la secrétaire du directeur (ép. 1, 2)
- Albert Michel : le professeur d'histoire (ép. 1, 2)
- Catherine Siriez : Madame Dorian, la professeur de français (ép. 1, 2)
- Christian Echelard : Yvon, un élève du pensionnat (ép. 1, 2)
- Michel Fortin : Pierrot, un mécano (ép. 6, 7)
- Jean Mondain : le patron du garage (ép. 6, 7)
- André Lambert : Jean Massolier (ép. 9, 12)
- Marie-Pierre Casey : la femme de ménage au château (ép. 12, 13)
- Jacqueline Dufranne : Madame Gosselin, la psychologue (ép. 2)
- Martine Léger : la jeune locataire (ép. 3)
- Maryse Martin : la concierge de Julia (ép. 6)
- Laurence Imbert : une collaboratrice de Jean Massolier (ép. 9)
- Norbert Dorsay : un employé des laboratoires (ép. 9)
- Marius Gaidon : le maître d'hôtel au château (ép. 12)
- Pierre Danny : Bébert, le chauffeur de camion à Dourdan (ép. 13)
- Patricia Lesieur : la dame qui accueille Jérôme à Dourdan (ép. 13)
- Héléna Manson : l'infirmière (ép. 13)
- Marie-Aude Echelard : une professeur à la pension (ép. 2) (non créditée)
- Roland Malet : un client à la galerie d'art (ép. 5) (non crédité)

## Épisodes
1. La pension
2. Le conseil de discipline
3. À la recherche de Daniel Fabre
4. La famille Caderousse
5. Un adolescent en quête d’emploi
6. L’apprentissage
7. La boule de cristal
8. Anne et le bon sens
9. Isabelle et les rencontres
10. La rage au cœur
11. Le retour de Chadoun
12. La maison Boussikof
13. Le tunnel rouge

## Commentaires
- La chanson du générique est chantée par Demis Roussos.
- Ce feuilleton vit les débuts de Véronique Jannot et la fin d'une collaboration de plus de dix ans, commencée avec Poly, entre Cécile Aubry et son fils Mehdi.
- La galerie d'art du feuilleton est en réalité une véritable galerie. Il s'agit de la seconde Galerie André Roussard ouverte en 1971 à l'emplacement de l'ancien cabaret de Patachou[2].
- Toutes les œuvres prêtées au père du Jeune Fabre ont été réalisées par Jordi Bonàs[3], celles prêtées à Chadoun sont de Roger Crusat, deux artistes de la Galerie Roussard.
- Le tournage des deux premiers volets de la série s'est déroulé au Château de Bonnelles, aux abords de Paris, dans les Yvelines. Quant aux deux derniers épisodes, ils ont été tournés au Château Porgès de Rochefort-en-Yvelines.